# Балчик (Орловская область)
Балчик — деревня в Покровском районе Орловской области России.
Входит в состав Вышнетуровецкого сельского поселения.

## География
Балчик находится южнее деревни Нижний Туровец и севернее деревни Трудки, на правом берегу реки Труды, на противоположном берегу которой расположена деревня Вязоватое.
В Балчике имеются две улицы — имени В. Б. Селютина и Полевая, а также переулок Солнечный.

## Население
| 2002 | 2010 |
| ---- | ---- |
| 95   | ↘72  |